# Baltar (Pastoriza)
Baltar (llamada oficialmente San Pedro Fiz de Baltar) es una parroquia y una aldea española del municipio de Pastoriza, en la provincia de Lugo, Galicia.

## Otras denominaciones
La parroquia también es conocida por el nombre de San Pedro Felix de Baltar.

## Organización territorial
La parroquia está formada por cuatro entidades de población:
- Anllo
- Baltar
- Espiñeira (A Espiñeira)
- Saa (Sa)

## Demografía

### Parroquia
| Gráfica de evolución demográfica de Baltar (parroquia) entre 2000 y 2020 |
|                                                                          |
| Datos según el nomenclátor publicado por el INE.                         |

### Aldea
| Gráfica de evolución demográfica de Baltar (aldea) entre 2000 y 2020 |
|                                                                      |
| Datos según el nomenclátor publicado por el INE.                     |